# Список переименованных населённых пунктов Тамбовской области
В данном списке приведены населённые пункты, расположенные согласно современному административно-территориальному делению в Тамбовской области России, название которых изменялось.

## Г
- СПТУ-10 → Георгиевский[1]

## Д
- Святое → Дмитровка (сельский населённый пункт)[2]

## З
- Отхватиловка → Заречье (сельский населённый пункт)[3]
- Таракановка → Знаменка (сельский населённый пункт)[3]

## И
- Голодай-Ивановка → Ивановка (сельский населённый пункт)[3]
- Голодай-Ильинка → Ильинка (сельский населённый пункт)[4]

## К
- Пороховой Завод (1914) → Ударник (1918) → Красный Боевик (1919) → Котовск (1940, город)[5]
- Старая Ольшанка → Красное Знамя
- посёлок совхоза «Кузьминский» → Кузьминский (2015)[6].

## Л
- Голодай-Левино → Левино (сельский населённый пункт)[3]
- Косорыловка → Луговая (сельский населённый пункт)[3]

## М
- Козлов → Мичуринск (1932, город)[7]

## Н
- Голодай-Николаевка → Николаевка (сельский населённый пункт)[3]

## О
- Средние Пупки → Октябрьское (сельский населённый пункт)[3]

## П
- Выселки → Первомайский (посёлок городского типа)[8]
- Грязнуша → Первомайское (сельский населённый пункт)[4]
- Малые Пупки → Подлесное (сельский населённый пункт)[3]

## Р
- Грязные Дворики → Рассвет (сельский населённый пункт)[3]

## С
- Отрепьевка → Садовая (сельский населённый пункт)[3]
- Верхние Пупки → Советское (сельский населённый пункт)[3]

## Источник
- Г. П. Смолицкая. Топонимический словарь Центральной России. — Москва: Армада-пресс, 2002. — 416 с.
- Е. М. Поспелов. Имена городов: вчера и сегодня (1917—1992): Топонимический словарь. — Москва: Русские словари, 1993. — 249 с.